# Mohammad Yunus Yosfiah

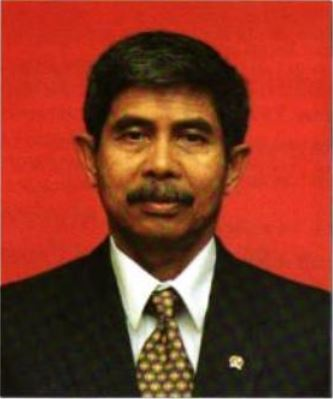
Mohammad Yunus Yosfiah (1998)

Mohammad Yunus Yosfiah (* 7. August 1944 in Indonesien) ist ein ehemaliger indonesischer Offizier und Minister.

## Werdegang
1965 schloss Yosfiah Nationale Militärakademie ab. Ab 1966 war er Zugführer bei der Kopassandha.
Für die Operation Flamboyan rekrutierte Hauptmann Yosfiah neue Rekruten und bildete sie in Westjava aus. Ab Ende August/Anfang September 1975 begannen indonesische Spezialeinheiten, Tim Susi genannt, mit Einfällen nach Portugiesisch-Timor. Der erste Angriff wurde von Hauptmann Yunus Yosfiah auf den Ort Atsabe geführt und von osttimoresischen Partisanen unterstützt, die von den Indonesiern ausgebildet worden waren. Ziel waren Terror und Einschüchterung. Am 14. September kam es zum Gefecht mit FRETILIN-Kämpfern an der Grenze bei Atsabe. Am selben Tag starteten die Indonesier ähnliche Angriffe auf Bobonaro und Suai. Hohe Verluste zwangen die Indonesier aber zunächst zu einem Stopp der Einsätze.
Am 15. Oktober begannen Tim Susi und Bataillone der 2. Infanteriebrigade der indonesischen Armee unter Führung von Yosfiah mit dem Angriff auf den Ort Balibo. Bei der Einnahme am 16. Oktober wurden zwei britische, ein neuseeländischer und zwei australische Fernsehjournalisten (die Balibo Five) gefangen genommen. Sie waren Zeugen der Beteiligung der indonesischen Streitkräfte geworden, die bisher offiziell nicht an den Kämpfen beteiligt waren. Alle fünf Journalisten wurden ermordet. Zeugen gaben an, dass der Brite Brian Peters von Yosfiah selbst erschossen wurde. Yosfiah bestreitet, den Balibo Five je begegnet zu sein.
Am 12. November 1977 wurde im inzwischen offen von Indonesien besetzten Osttimor das Infanteriebataillon 744 aufgestellt. Yosfiah wurde im Range eines Majors der erste Kommandant des Bataillons. Den Posten bekleidete er bis zum 19. April 1979. In diese Zeit fällt das Gefecht zwischen Soldaten des Bataillons und der FALINTIL, bei dem FALINTIL-Chef Nicolau Lobato ums Leben kam. 1979 besuchte Yunus Yosfiah einen Ausbildungskurs in Fort Leavenworth (USA). Als Oberst wurde er dann stellvertretender Kommandant der Gruppe 3 der Kopassandha. Dem folgte der Posten des Operationsassistents des Stabschefs des regionalen Militärkommandos (Kodam) XVI/Pattimura auf den Molukken. 1985 besuchte Yosfiah die Stabs- und Kommandoschule der Streitkräfte.

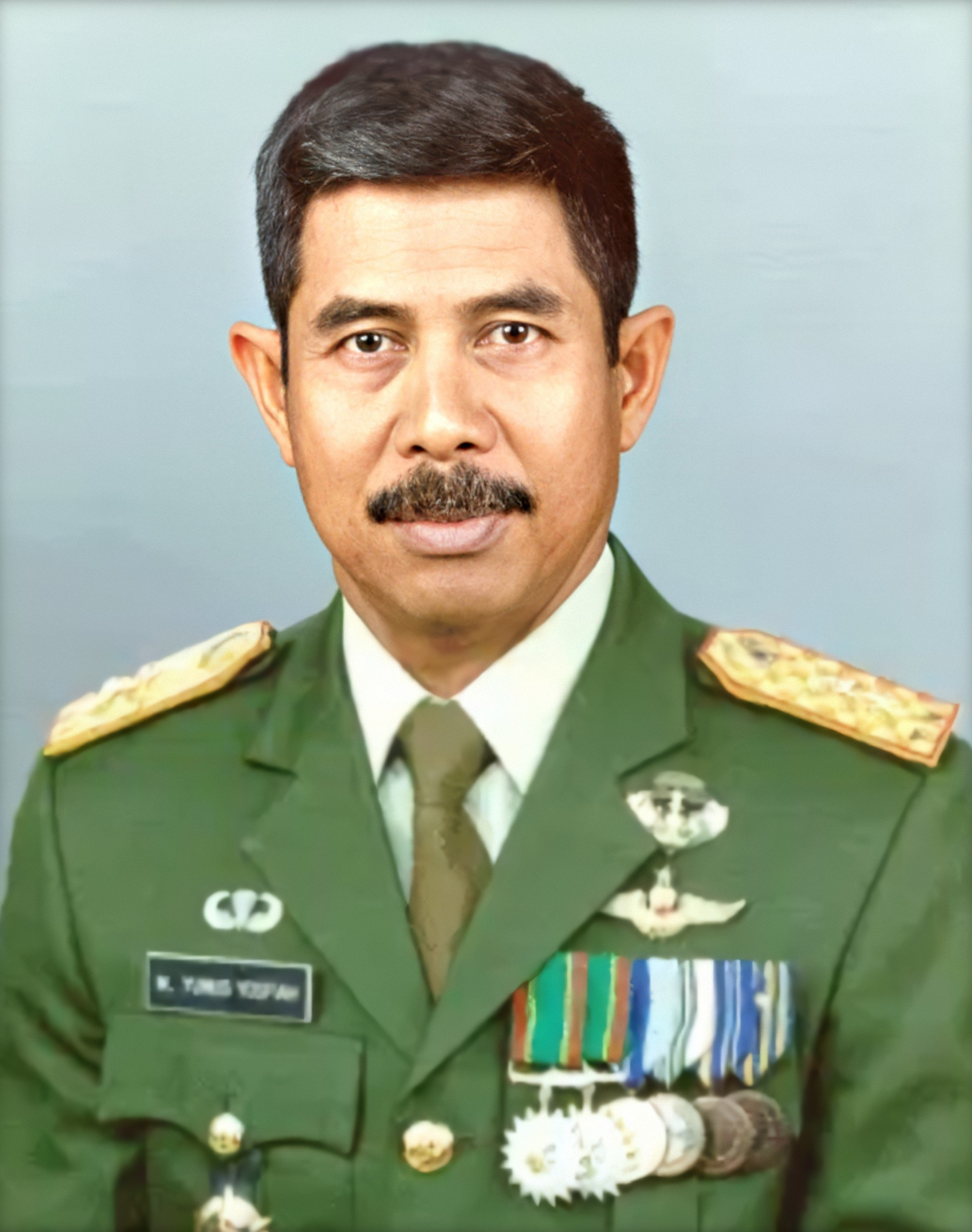
Mohammad Yunus Yosfiah (1993)

Von 1985 an war Yosfiah Kommandeur (Danrem) des Militärbezirks (Korem) 164/Wira Dharma, der Osttimor umfasste. Von 1987 bis 1989 hatte Yosifah nach seiner Beförderung zum Brigadegeneral den Posten des Direktors für Aufbau und Ausbildung in der Militärakademie. 1989 folgte der Besuch des Royal College of Defence Studies. 1990 kehrte Yosifah zum Armeehauptquartier als abgeordneter Offizier zurück, bevor er Stabschef des Kodam VI/Tanjungpura wurde. Hier blieb er bis 1993. Es folgte als Generalmajor der Posten des Kommandeurs des Army Infantry Weapons Center. 1994 wurde Yosfiah Kommandeur des Kodam II/Sriwijaya.
1997 wurde Yosfiah im Range eines Generalleutnants Stabschef der Streitkräfte Indonesiens. Präsident Habibie machte Yosfiah 1998 zu seinem Informationsminister. Hier war er bis 1999 im Amt. In dieser Zeit soll Yosfiah laut dem ehemaligen Milizenführer Tomás Gonçalves im Umfeld des Unabhängigkeitsreferendums in Osttimor 1999 pro-indonesische Milizen mit Regierungsgeldern versorgt haben. Diese Milizen sind für einen Großteil der Gewalt im Umfeld des erfolgreichen Referendums verantwortlich. In Yosfiahs Amtszeit als Minister fällt die Abschaffung des Gesetzes zur Presseveröffentlichungserlaubnis (indonesisch Surat Izin Pernerbitan Pers, SIUPP), womit die Pressefreiheit in Indonesiens gestärkt wurde.
Im Juni 1999 ging Yosfiah auch in den militärischen Ruhestand. Er wurde am 5. Januar 2002 Mitglied der Partai Persatuan Pembangunan (PPP, deutsch Vereinigte Entwicklungspartei), war von 2003 bis 2007 Generalsekretär der Partei und für Südsulawesi Abgeordneter im Volksvertretungsrat der Republik Indonesien (DPR) von 2004 bis 2009.

## Sonstiges
Yosfiah gehört zur Ethnie der Bugis und ist mit der Osttimoresin Antonio Ricardo verheiratet.